# Euphorbia applanata
Euphorbia applanata ist eine Pflanzenart aus der Gattung Wolfsmilch (Euphorbia) in der Familie der Wolfsmilchgewächse (Euphorbiaceae).

## Beschreibung
Die sukkulente Euphorbia applanata wächst als mehrjährige, krautige Pflanze und entspringt einer breiten und dicklichen Wurzel. Es sind viele, dickliche Triebe vorhanden, die sich kurz über dem Boden ausbreiten und dabei niedrige Teppiche bis 30 Zentimeter Durchmesser ausbilden. Die linealischen und etwas sukkulenten Blätter werden bis 12 Millimeter lang und 1,6 Millimeter breit. Sie sind nahezu sitzend, mit kurzen Haaren besetzt und der Blattrand ist einwärts gebogen.
Der Blütenstand wird aus Cymen gebildet, die jeweils an einem bis 1 Zentimeter langen Stiel in zwei- bis dreifach verzweigten Dolden stehen. Die kurz behaarten Cyathien werden etwa 2,5 Millimeter groß. Die elliptischen Nektardrüsen sind rötlich grün gefärbt und werden bis 1 Millimeter lang. Die längliche und mit kurzen Haaren besetzte Frucht ist nur wenig gelappt und wird 4 Millimeter breit und 3 Millimeter lang. Sie steht an einem 5 Millimeter langen Stiel, der zurückgebogen ist und herausragt. Der längliche und zusammengedrückte Samen wird etwa 3,5 Millimeter lang und 1,5 Millimeter breit. An ihm befindet sich ein 1 Millimeter breites, cremefarbenes Anhängsel mit gefransten Rändern.

## Verbreitung und Systematik
Euphorbia applanata ist im Jemen in der Region Hadramaut verbreitet.
Die Erstbeschreibung der Art erfolgte 1995 durch Mats Thulin und Abdul Nasser Al‐Gifri.